# 변신호
변신호(邊信鎬, 1950년 11월 2일 ~ 현재)는 대한민국의 배우이다.

## 주요 이력
1969년 연극배우 첫 데뷔하였으며 1981년 MBC 특채 텔런트 데뷔 하여 1985년 MBC 문화방송 TV 드라마에 첫 정식 출연하였다.

## 학력
- 중앙대학교 연극영화학과 학사

## 출연작

### TV프로그램
- 1998년~2001년 KBS2 《공개수배 사건25시》- 각종 단역

### 드라마
- 1985년 MBC 《베스트셀러 극장》
- 1989년 MBC 《전원일기》 - 각종 단역
- 1991년 MBC 《베스트극장》
- 1996년 MBC 《애인》
- 1996년 KBS2 《슈팅》
- 1996년 KBS1 《대추나무 사랑걸렸네》 - 통진면 면사무소 김 주무관 아내 역
- 1997년 SBS 《70분 드라마》
- 2000년 KBS2 《드라마 시티》
- 2001년 MBC 《결혼의 법칙》
- 2002년 MBC 《신비한TV 서프라이즈》 - 각종 단역
- 2002년 SBS 《솔로몬의 선택》 - 각종 단역
- 2002년 MBC 《시트콤 연인들》 - 김국진의 고모 김신호 역
- 2002년 SBS 《야인시대》 - 이재희의 집 여종 역(초반 1부), 임영신(후반 2부) 역
- 2003년 ITV 《코믹드라마 러브 러브》 - 최양락의 장모 변신호 역(초반기), 이봉원의 고모 이신호 역(후반기)
- 2003년 MBC 《꼭 한번 만나고 싶다》 - 각종 단역
- 2003년 KBS2 《TV는 사랑을 싣고》 - 각종 단역
- 2004년 KBS2 《낭랑 18세》 - 영천 이씨 종부 역
- 2004년~2005년 MBC 《왕꽃 선녀님》 - 한미녀의 지인 역
- 2005년 KBS2 《쾌걸춘향》 - 할머니 역
- 2005년 MBC 《현장기록 형사》
- 2005년 ~ 2006년 《마이걸》
- 2007년 MBC 《거침없이 하이킥》나문희 친구, 입돌아간 할머니 테러범
- 2008년 KBS2 《쾌도 홍길동》 - 할멈 역
- 2009년 KBS2 《솔약국집 아들들》 - 손자와 짜장면 먹는 할머니 역
- 2009년 KBS 《파트너》
- 2009년 KBS 《2009 전설의 고향 - 묘정의 구슬》 - 노상궁 역
- 2010년 KBS 《제빵왕 김탁구》
- 2011년 SBS 《신기생뎐》 - 무속인 역
- 2011년 tvN 《로맨스가 필요해》 - 슈퍼 사장의 부인 역
- 2011년 MBC 《넌 내게 반했어》 - 복지관에서 공연 보는 할머니 역
- 2011년~2012년 MBC 《애정만만세》 - 강재미네 이웃주민 역

### 영화
- 1999년 《텔 미 썸딩》 ... 엘리베이터 경악녀 2 역
- 2000년 《8월의 끝》 ... 주연
- 2000년 《싸이렌》 ... 청소부 아줌마 역
- 2002년 《공공의 적》 ... 식당 아줌마 역
- 2003년 《엄마, 아름다운 오월》 ... 엄마 역
- 2003년 《4월의 향기》 ... 어머니 역
- 2005년 《너는 내운명》 ... 교도소 수감녀 2 역
- 2006년 《구미호 가족》 ... 오 노인 역
- 2007년 《사랑은 쉬지 않는다》
- 2007년 《오래된 정원》 ... 곡하는 여인 역
- 2007년 《챔피언 마빡이》 ... 쌀집 아줌마 역
- 2008년 《아기와 나》 ... 소아과 할머니 역
- 2008년 《당신이 잠든 사이에》 ... 포장마차 아줌마 역
- 2010년 《육혈포 강도단》 ... 노숙자 할매 역
- 2011년 《사랑이 무서워》 ... 홈쇼핑할머니 역